# أوقست زونتاج
أوقست زونتاج (بالألمانية: August Sonntag) (و. 1832 – 1860 م) هو عالم فلك من ألمانيا.
توفي في غرينلاند، عن عمر يناهز 28 عاماً.